# التركيب اللولبي المزدوج

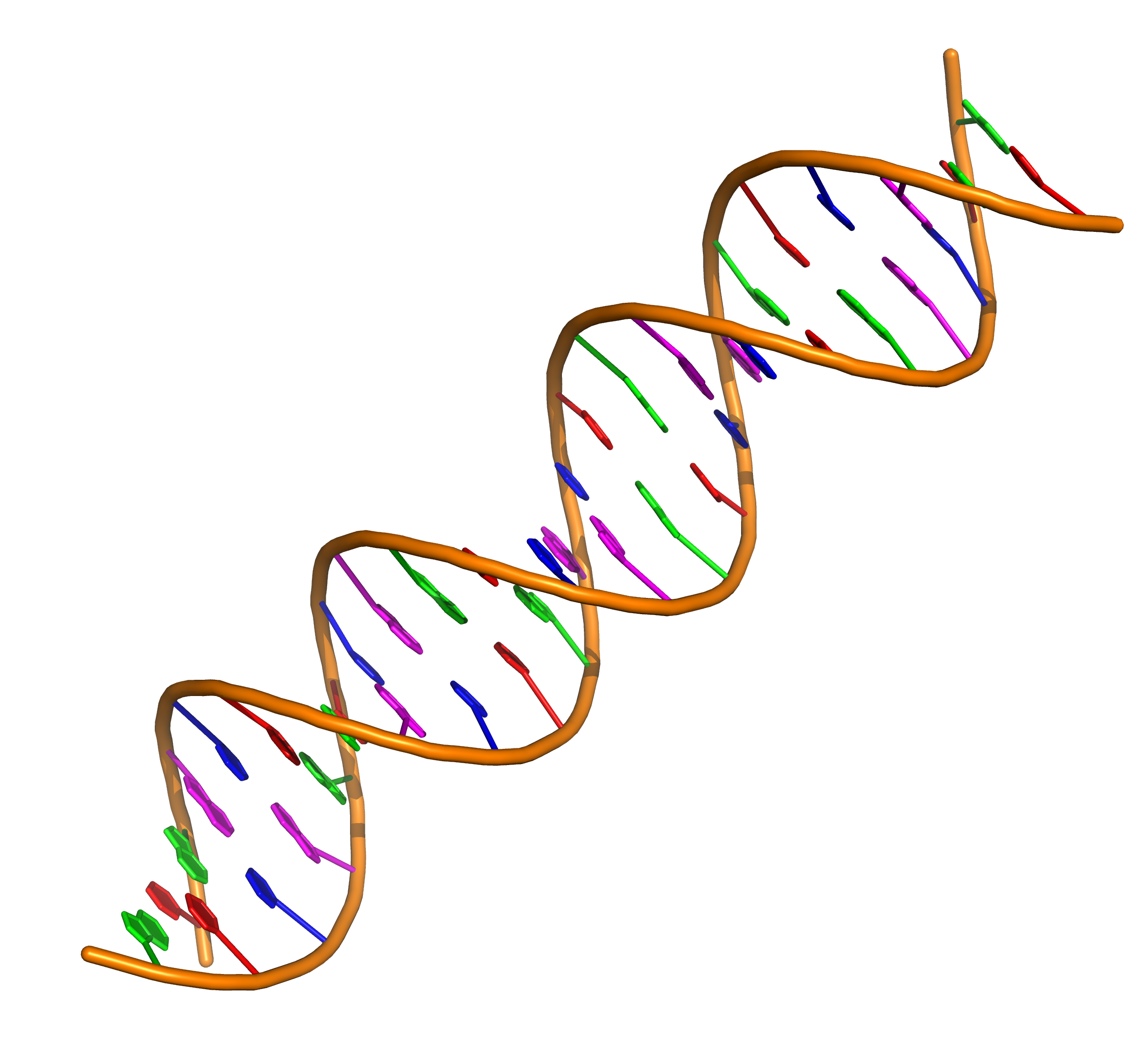
تمثيل مبسط لولب دنا مزدوج السلاسل تقطعت مع قواعد ملونة.

التركيب اللولبي المزدوج في علم الأحياء وفي علم الأحياء الجزيئي (بالإنجليزية: double helix )
هو بنية جزيئ يتكون من سلسلتين من أحماض نووية مثل الدنا. تنشأ بنية اللولب المزدوج المتكونة من تشابك طولي لقواعد نيتروجينية متتالية تعد بالألاف، مشكّلة كروموسوم. الكرموسومات هي البنيات اللولبية المزدوجة، حيث تتكون من سلسلتين طويلتين متوازيتين من سكر وفوسفات، وتربط بينهما سويا أزواج من القواعد النيتروجينية في هيئة «السلم». ولكن هذا الشكل السلمي يشكل لولبا طويلا هو الكروموسوم الذي يحمل الصفات الوراثية وينقلها إلى النسل.
هكذا يتكون الدنا ويشكل كروموسوما معينا. للإنسان 46 كروموسومات تصف تكوين أعضائه وتتحكم في وظائف أعضائه. فالكروموسومات تحدد شكل الكائن الحي من نبات وحيوان. وكل منها له مجموعة معينة من الكروموسومات.
شاع تعبير «اللولب المزدوج» منذ اكتشاف جيمس واتسون وفرانسيس كريك الشكل اللولبي المزدوج لـ الدنا للإنسان في أبريل 1953 . ثم نشر جيمس واتسون في عام 1968 رسالة علمية تحت عنوان: The Double Helix: A Personal Account of the Discovery of the Structure of DNA
تم اكتشاف تلك البنية اللولبية المزدوجة لحاملات المورثات بواسطة حيود الأشعة السينية.

## الخلفية
الرسالة العلمية لفرانسيس كريك وجيمس واتسون المنشورة في عام 1953 وصفت اكتشاف اللولب المزدوج لـ الدنا. وكان الاكتشاف دفعة هائلة في تطور علم الأحياء، وعلى الأخص علم الوراثة والمورثات.
ويسمى البعض هذه الرسالة العلمية «لؤلؤة العلوم» حيث أنها على قصر الرسالة تعطي تفسيرا لأحد ألغاز الكائنات الحية. وكان اللغز هو، كيف تختزن المعلومات الوراثية في الكائن الحي؟ وكيف تنتقل من جيل إلى جيل؟ ووضحت الرسالة العلمية حلا بسيطا وجميلا في نفس الوقت، فاجأ الكثيرين من علماء الأحياء - في وقت كان المرء فيها يعتقد أن النسخ الوراثي أشد تعقيدا ويصعب فهمه.

## اللولب المزدوج في الهندسة الوصفية
يتم الحصول على اللولب المزدوج (Double Helix) عندما يتقاطع خط متحرك مع سطح ثنائي الدرجة.
تم تعيين خط مستقيم بحيث يدور حول محور ثابت (محور اللولب) وفي نفس الوقت ينزلق على طول المحور نفسه. نقطتي تقاطع الخط مع السطح الثنائي، خلال حركته، يرسمان لولبين متعاكسان الااتجاه (أحدهما أيمن والآخر أعسر).
شكل اللولبين يختلف باختلاف السطح الثنائي وسرعة دوران وانزلاق الخط.

انشاء لولب المزدوج الاسطواني (الرسم المعماري بالحاسوب)

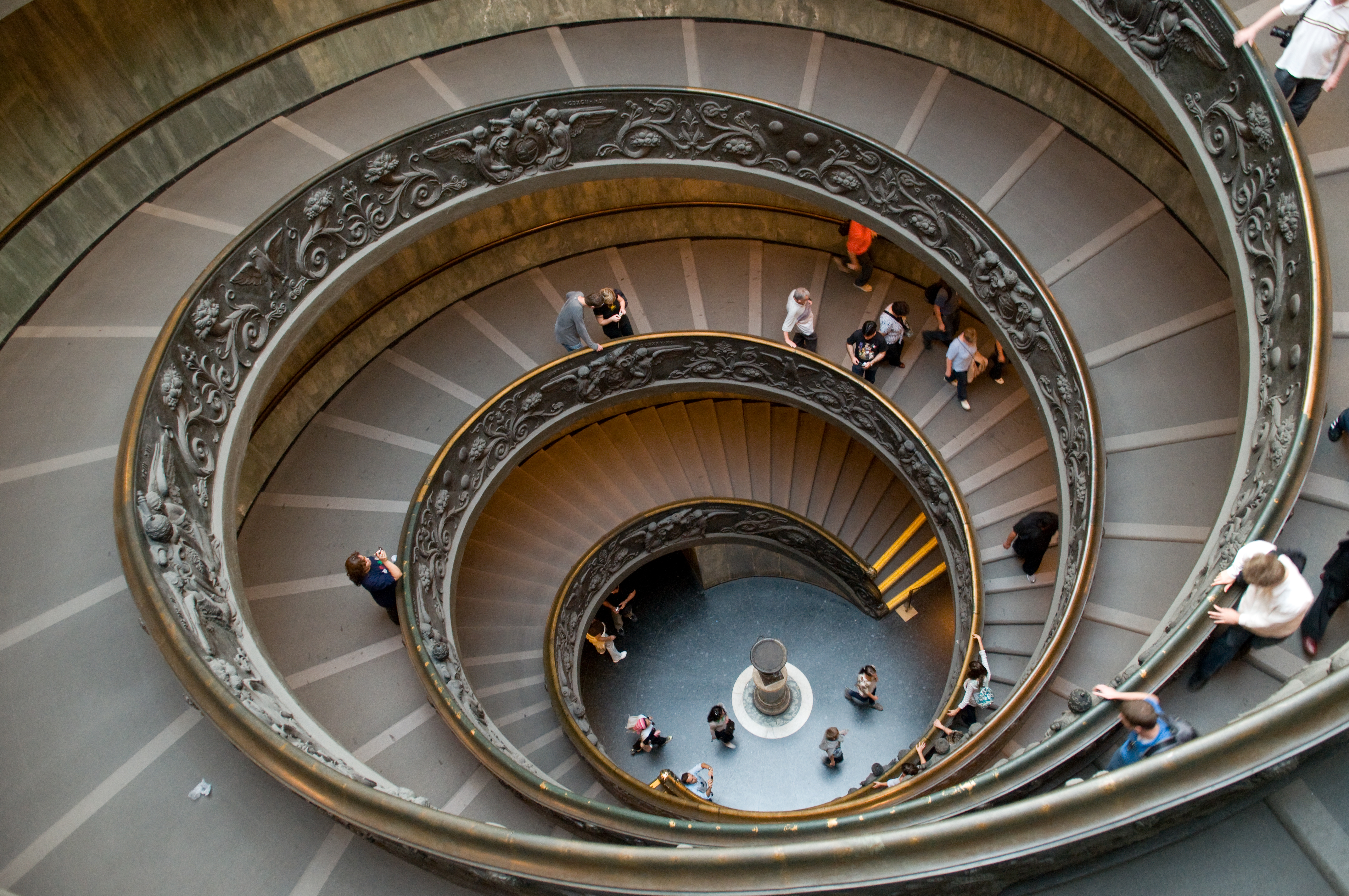
درج على شكل لولب مزدوج، متاحف الفاتيكان

## اقرأ أيضا
- سطح لولبي
- ريبوز منقوص الأكسجين
- الحمض النووي الريبوزي منقوص الأكسجين
- زوج قاعدي
- الرنا
- نيوكليوسيد